# Носток сливообразный
Носток сливообразный (лат. Nostoc pruniforme) — вид цианобактерий из рода Носток, образующий колонии на дне водоёмов. Распространён преимущественно в зоне умеренного климата.

## Биологическое описание
Колонии Ностока сливообразного имеют шаровидную или эллипсоидальную, иногда приплюснутую, форму. Их диаметр варьирует от 1 до 8 см. Они имеют студенисто-желеобразную структуру; более жидкую внутри и кожистую снаружи. Цвет колоний — серо-зелёный.

## Использование человеком
Носток сливообразный используют в Южной Америке в виде муки.